# Agenția Națională de Administrare Fiscală
Agenția Națională de Administrare Fiscală (ANAF) è un ente pubblico della Romania.
Viene fondato il 1 ottobre 2003 sotto il controllo del Ministerului Finanțelor Publice.
Dal gennaio 2004 è divenuto operativo operando per il Ministero in qualità di riscossore delle tasse per il Ministerului Finanțelor Publice.
ANAF ha il compito di riscuotere le imposte, tasse, contributi nel budget generale consolidato.
Nel 2009, gli impiegati erano 31.281.

## Organizzazione
L'ANAF è strutturata con la Garda Financiară, Autoritatea Națională a Vămilor (ANV), Direcțiile Generale ale Finanțelor Fublice județene (DGFP) e Direcția Generală a Finanțelor Publice a Municipiului București,
e Direcția Generală de Administrare a Marilor Contribuabili (DGAMC).
Filiali regionali dell'ANAF si chiamano Direcția Generală Regională a Finanțelor Publice (DGFP).
Filialele distrettuali dell'ANAF si chiamano Administrația Județeană a Finanțelor Publice (AJFP).

## Attività
Nel 2009, ANAF è riuscita a riscuotere 5,8 miliardi di lei.
In totale il fisco ha realizzato 29.000 controlli su persone fisiche e 83.000 per le persone giuridiche nel 2009.
ANAF è suddivisa in 8 regioni amministrative:
- Direcția Regională a Finanțelor Publice Ploiești: distretti di Argeș, Călărași, Dâmbovița, Giurgiu, Ialomița, Prahova, Teleorman

- Direcția Regională a Finanțelor Publice Timișoara: distretti di  Arad, Caraș-Severin, Hunedoara, Timiș

- Direcția Regională a Finanțelor Publice Cluj-Napoca: distretti di  Bihor, Bistrița-Năsăud, Cluj, Maramureș, Satu Mare, Sălaj
- Direcția Regională a Finanțelor Publice Iași: distretti di Bacău, Botoșani, Iași, Neamț, Suceava, Vaslui
- Direcția Regională a Finanțelor Publice Brașov: distretti di Alba, Brașov, Covasna, Harghita, Mureș, Sibiu
- Direcția Regională a Finanțelor Publice Craiova: distretti di Dolj, Gorj, Mehedinți, Olt, Vâlcea
- Direcția Regională a Finanțelor Publice Galați: distretti di Brăila, Buzău, Constanța, Galați, Tulcea, Vrancea
- Direcția Regională a Finanțelor Publice București: distretti di Ilfov, Bucarest (Settore 1, Settore 2, Settore 3, Settore 4, Settore 5, Settore 6)

## Presidenti ANAF
- Neculae Plăiașu - 1 ottobre 2003 - 1 febbraio 2005[10][11]
- Sebastian Bodu (PD) - 1 febbraio 2005 - 19 gennaio 2007[12][13][14]
- Daniel Chițoiu (ad interim) - 23 gennaio 2007 - 5 aprile 2007[15][16]
- Daniel Chițoiu - 5 aprile 2007 - 6 gennaio 2009[17]
- Sorin Blejnar - 6 gennaio 2009 - 17 aprile 2012[18][19][20][21]
- Șerban Pop - 17 aprile 2012 - 22 aprile 2013[22][23][24]
- Gelu Ștefan Diaconu - 25 aprile 2013 - 11 febbraio 2016[25]
- Dragoș Doroș - da marzo 2016[26]

## Direcția Generală Antifraudă Fiscală
Agenția Națională de Administrare Fiscală si è organizzata assorbendo le attività della Autorității Naționale a Vămilor e della Gărzii Financiare, il 30 ottobre 2013. L'ANAF crea la Direcția Generală Antifraudă Fiscală, come personalità giuridica, con l'attribuzione di prevenire e combattere l'evasione fiscale e le frodi fiscali e tassazione. La Direcția generală antifraudă fiscală è coordinata da un vicepresidente, con qualifica di sottosegretario di Stato, nominato dal Primo Ministro, e diretto da ispettore generale, coadiuvato da ispettori generali adjuncți antifraudă. La Direcției generale antifraudă fiscală funziona per prevenire e controllare, Direcția de combatere a fraudelor, con l'aiuto delle Procure per risvolti penali in caso di infrazioni economico‐finanziarie.